# Marek Antoniusz Julianus
Marek Antoniusz Julianus, Marcus Antonius Iulianus – prokurator Judei podczas pierwszego powstania żydowskiego przeciwko Rzymianom.
28 sierpnia 70 roku, gdy legioniści rzymscy szturmowali obwód świątynny w Jerozolimie, Tytus zwołał naradę wyższych dowódców w której udział brał także Antoniusz Julianus. Miano zdecydować czy Świątynia Jerozolimska ma zostać zniszczona. Później Antoniusz Julianus napisał dzieło, w którym samych Żydów obarczał winą za los, jaki ich spotkał (wspomina o tym w ubocznej uwadze Minucjusz Feliks w dialogu Oktawiusz 33, 4). To właśnie na jego wspomnieniach oparł się Tacyt opisując naradę Tytusa w zaginionych obecnie księgach Dziejów.